# Шаевский, Збигнев
Збигнев Шаевский  — польский борец и судья, участник Олимпийских игр 1936 и 1952.
Выступал в греко-римской борьбе и как вольник в полусреднем и среднем весе. Пятикратный чемпион Польши по греко-римской борьбе в полусреднем весе (1936, 1938, 1950, 1952) и среднем весе (1954). В вольной борьбе  выиграл титул чемпиона Польши в полусреднем весе в 1938 году.
На Олимпийских играх 1936 года выступал в легком весе в греко-римской борьбе, заняв в итоге 7-е место. В 1952 году он также представлял Польшу на Олимпийских играх в греко-римской борьбе в среднем весе и выбыл в квалификационных раундах.
Награжден Рыцарским крестом ордена Возрождения Польши.
Похоронен на Центральном кладбище в Щецине.